# Carlos Humberto Reis
Carlos Humberto Reis (São Bento, 15 de novembro de 1885 — Rio de Janeiro, 1946]]) foi um político brasileiro. Exerceu o mandato de deputado federal constituinte pelo Maranhão em 1934.